# 3529 Dowling
3529 Dowling là một tiểu hành tinh vành đai chính được phát hiện tháng 3 năm 1981 trong một khóa học về khám phá các tiểu hành tinh UK Schmidt-Caltech, và tên chỉ định của nó là "1981 EQ."